# 이종영 (철학자)
이종영은 대한민국의 철학자이다. 한국외국어대학교 중국어과와 한국학대학원 사회학 전공 석사과정을 졸업한 후 프랑스 프로방스 대학에서 사회학, D.E.A. 학위를 받았고 1993년 파리 8대학에서 정치사회학-정치인류학 박사학위를 받았다.

## 저서
- 1994. <가학증 타자성 자유>. 백의.
- 1994. <지배양식과 주체형식>. 백의.
- 1995. <생산양식과 존재양식>. 백의.
- 1997. <주체성의 이행>. 백의.
- 1998. <욕망에서 연대성으로>. 백의.
- 2001. <지배와 그 양식들-이행총서1>. 새물결.
- 2001. <성적 지배와 그 양식들-정체성에서 감수성으로, 이행총서2>. 새물결.
- 2002. <내면성의 형식들-이행총서4>. 새물결.
- 2004. <사랑에서 악으로-권력의 원천에 대한 연구, 이행총서5>. 새물결.
- 2005. <정치와 반정치-이행총서6>. 새물결.
- 2008. <부르주아의 지배>. 새물결

## 역서
- 1995. <철학을 위한 선언>. 알랭 바디우. 백의.
- 1997. <맑스를 위하여>. 루이 알튀세르. 백의.
- 2001. <윤리학-악에 대한 의식에 관한 에세이>. 알랭 바디우. 동문선.
- 2002. <이름의 인류학-이행총서3>. 실뱅 라자뤼스. 새물결.
- 2002. <폭력의 고고학-정치 인류학 연구>. 삐에르 끌라스트르. 변지현과 공역. 울력.
- 2006. <조건들-이행총서7>. 알랭 바디우. 새물결.